# Wilhelm Gottlieb Rosenhauer
Wilhelm Gottlieb Rosenhauer, auch Wilhelm Gottlob Rosenhauer, (* 11. September 1813; † 13. Juni 1881) war ein deutscher Zoologe (Entomologe).
Rosenhauer studierte an der Universität Erlangen Medizin und wurde dort 1838 über Lauf- und Schwimmkäfer promoviert. 1843 wurde er Konservator am Zoologischen Institut in Erlangen und 1858 wurde er dort Professor.
Er befasste sich mit der Systematik von Käfern und veröffentlichte eine Liste der Tiere Andalusiens nach einer Reise 1849.
Er war Mitglied der Linné-Gesellschaft in Lyon, des naturhistorischen Vereins Lotos in Prag, der Gesellschaft für Medizin und Naturgeschichte in Brüssel und der Entomologischen Gesellschaft in Paris.

## Schriften
- Die Lauf- und Schwimmkäfer Erlangens mit besonderer Berücksichtigung ihres Vorkommens und ihres Verhältnisses zu denen einiger anderer Staaten Europas, Erlangen: Blaesing 1842, Digitalisat
- Die Thiere Andalusiens nach dem Resultate einer Reise zusammengestellt nebst den Beschreibungen von 249 neuen oder bis jetzt noch unbeschriebenen Gattungen und Arten, Erlangen: Blaesing 1856, Biodiversity Heritage Library